# Ромео и Жулиета (балет)
Вижте пояснителната страница за други значения на Ромео и Жулиета.
Ромео и Жулиета (на руски: Ромео и Джульетта) (op. 64) е балет в четири действия и 9 картини по музика на Сергей Прокофиев. Оригиналното либрето е написано от Прокофиев, режисьора Сергей Радлов и драматурга Адриан Пиотровски по едноименната трагедия на Уилям Шекспир. За първи път балетът се поставя като едноактен спектакъл на сцената на Национален театър в Бърно, Чехословакия, през 1938 г. Широка известност има версията на балета, представена в Кировския театър в Ленинград през 1940 г. Постановката е на балетмайстора Леонид Лавровски и за нея се правят промени в първоначалната партитура. В тази редакция „Ромео и Жулиета“ на Прокофиев е една от най-популярните балетни постановки на XX век.

## История
През 1935 г. Сергей Прокофиев заедно с известния като познавач на Шекспир Сергей Радлов и драматурга Адриан Пиотровски създава драматургичната основа на балета и пише за нея музика. Сценарият се състои от 4 действия и за разлика от трагедията на Уилям Шекспир има щастлив край. Сергей Радлов е художествен ръководител на Ленинградския театър „Киров“ и балетът е предназначен за неговата сцена. Театърът обаче се отказва от постановката. Причината е страхът, предизвикан от критическата кампания водена срещу новаторската музика в сталинския СССР. Творческата свобода е силно ограничена от партийната цензура, тя не приема оригиналния сценарий на балета и авторите са принудени да го променят и да въведат трагическия финал. Договорът за спектакъла преминава към Болшой театър в Москва, но въпреки промяната в сценария постановката не се осъществява и там, като този път причината е отхвърлянето на музиката като „нетанцувална“. Положението с балета е допълнително усложнено поради репресирането на Адриан Пиотровски, който през 1937 г. е разстрелян, а неговото име е заличено от всички материали, свързани с балета.
Музиката на балета е твърде необичайна за онова време и среща съпротивление от страна на танцьорите и хореографите. За да улесни нейното възприемане, Прокофиев я оформя като отделни сюити и пиеси за пиано. Тези произведения се изпълняват на концерти през 1936 г. и 1937 г. и се възприемат положително от публиката. През 1938 г. Прокофиев посещава страните на Европа като концертиращ пианист и изпълнява своите пиеси. На един от концертите в Париж присъства диригентът на оперния театър на Бърно (Чехословакия). Той харесва музиката, запознава се с Прокофиев и получава от композитора клавира на сюитите. На тяхна основа балетмайсторът Иво Ваня Псота (Ivo Váňa Psota) създава балетен спектакъл. Световната премиера на „Ромео и Жулиета“ е на 30 декември 1938 г. на сцената на Национален театър в Бърно, три години след написването на балета. В ролята на Ромео е самият Иво Псота, Жулиета е Зора Шемберова (Zora Šemberová), диригент е италианецът Гуидо Арнолди (Guido Arnoldi). Прокофиев не присъства на премиерата. Спектакълът в Бърно има голям успех.
В СССР, след премиерата в Бърно, балетът продължава да е под фактическа забрана още две години. Постановката е разрешена през 1940 г. Нейният балетмайстор Леонид Лавровски се готви за нея, като изучава в музея Ермитаж художниците от епохата на Ренесанса, чете средновековна литература. Той има свое разбиране на шекспировата трагедия и предлага идея за хореографска драма, различна от замисъла на Прокофиев. Лавровски моли композитора да допълни партитурата. След много дискусии и възражения Прокофиев все пак се съгласява да напише музика за няколко нови танца и драматични епизода. Съветската премиера е през януари 1940 г. в Кировския театър в Ленинград. Главните партии изпълняват балетните звезди на това време Галина Уланова и Константин Сергеев. Декорите, създадени от известния театрален художник Пьотър Вилямс, пренасят публиката в изисканата атмосфера на старинна мебел, гоблени, тежки скъпи завеси. Спектакълът е удостоен със Сталинска награда. Постановката значително се отличава от тази в Бърно.
В Болшой театър балетът в редакцията на Лавровски има постановка след края на Велика Отечествена война, през 1946 г. На неговата сцена балетът се изпълнява над 200 пъти. Водещата партия на Жулиета се изпълнява от звездите на театъра Галина Уланова, Мая Плисецкая и др.
През 1954 г. с участието на Лавровски се снима филмът-балет „Ромео и Жулиета“, който получава награда на филмовия фестивал в Кан.
Известни балетмайстори като Джон Кранко (John Cranko), Кенет Макмилън (Kenneth MacMillan), Рудолф Нуреев, Джон Ноймайер (John Neumeier) създават по музиката на Прокофиев свои балетни постановки на „Ромео и Жулиета“. Те се представят на големите световни сцени в продължение на много години.
Първоначалният замисъл на авторите на балета се реализира едва през 2008 г. Известният историк на музиката, професор от Принстънския университет Саймън Морисън (Simon Morrison) възстановява оригиналното либрето и го предоставя на балетната трупата на Марк Морис (Mark Morris). Постановката на балетмайстора Марк Морис следва основната партитурата на Прокофиев, нейния състав, драматургичната структура и щастливия финал. Възродената версия на балета от 1935 г. има премиера на музикалния фестивал на колежа Бард (Bard Music Festival) в Ню Йорк (САЩ).

## Партитура
Партитурата на балета в четири действия и девет картини е публикувана с поправките на Лавровски.

### Оркестър
Инструментация на балета изисква използването на тенор саксофон. Той придава особено звучене на оркестъра и се използва както за солова мелодия, така и като част от ансамбъла. Прокофиев използва също корнет, виола и мандолина, които придават на музиката характерна италианска интонация.
Пълната инструментация е както следва:
- Дървени духови инструменти – пиколо флейта, 2 напречни флейти, 2 обоя, 2 кларинета, баскларинет, тенор саксофон, 2 фагота, контрафагот
- Медни духови инструменти – 6 валдхорни, 3 тромпета, корнет, 3 тромбона, туба
- Перкусии – тимпани, малък барабан, ксилофон, триангел, дървени блокчета, маракаси, глокеншпил, тамбурина, оркестрови камбани, чинели, голям барабан
- Клавишни инструменти – пиано, челеста, орган
- Дърпащи струнни инструменти – 2 мандолини, 2 арфи,
- Лъкови струнни инструменти – виоладаморе (или соло виола), първа и втора цигулки, виоли, виолончела, контрабаси

### Структура
Списък на действия, сцени и музикални изпълнения.
| Картина                   | No. | Название                                       | Оригинално название (на русски)               | Темпо |
| ------------------------- | --- | ---------------------------------------------- | --------------------------------------------- | --- |
| Първо действие            |     |                                                |                                               | |
|                           | 1   | Въведение                                      | Вступление                                    | Анданте асаи (Andante assai – доста спокойно)                                                                         |
| Картина 1                 | 2   | Ромео                                          | Ромео                                         | Анданте (Andante – спокойно)                                                                                          |
| Картина 1                 | 3   | Събуждане на улицата                           | Улица просыпается                             | Алегрето (Allegretto – веселичко)                                                                                     |
| Картина 1                 | 4   | Утринен танц                                   | Утренний танец                                | Алегро (Allegro – бързо, весело)                                                                                      |
| Картина 1                 | 5   | Спречкване                                     | Ссора                                         | Алегро бруско (Allegro brusco – бързо рязко)                                                                          |
| Картина 1                 | 6   | Бой                                            | Бой                                           | Престо (Presto – бързо)                                                                                               |
| Картина 1                 | 7   | Заповед на херцога                             | Приказ герцога                                | Анданте (Andante – спокойно)                                                                                          |
| Картина 1                 | 8   | Интерлюдия                                     | Интерлюдия                                    | Анданте помпозо (Листесо темпо) (Andante pomposo (L'istesso tempo) – спокойно тържествено (същото темпо))             |
| Картина 2                 | 9   | Приготвяне за бала (Жулиета и дойката)         | Приготовление к балу (Джульетта и Кормилица)  | Анданте асаи. Скерцандо (Andante assai – доста спокойно. Scherzando – шеговито)                                       |
| Картина 2                 | 10  | Жулиета като момиче                            | Джульетта-Девочка                             | Виваче (Vivace – живо)                                                                                                |
| Картина 2                 | 11  | Пристигане на гостите (Менует)                 | Съезд гостей (Менуэт)                         | Асаи модерато (Assai moderato – доста умерено)                                                                        |
| Картина 2                 | 12  | Маски (Ромео, Меркуцио и Бенволио с маски)     | Маски (Ромео, Меркуцио и Бенволио в масках)   | Анданте марчиале (Andante marciale – спокойно маршово)                                                                |
| Картина 2                 | 13  | Танцът на рицарите                             | Танец рыцарей                                 | Алегро пезанте (Allegro pesante – бързо тежко)                                                                        |
| Картина 2                 | 14  | Вариации на Жулиета                            | Вариация Джульетты                            | Модерато (куази Алегрето) (Moderato (quasi Allegretto) – умерено (почти веселичко))                                   |
| Картина 2                 | 15  | Меркуцио                                       | Меркуцио                                      | Алегро джиокозо (Allegro giocoso – бързо игриво)                                                                      |
| Картина 2                 | 16  | Мадригал                                       | Мадригал                                      | Анданте тенеро (Andante tenero – спокойно нежно)                                                                      |
| Картина 2                 | 17  | Тибалт разпознава Ромео                        | Тибальд узнает Ромео                          | Алегро (Allegro – бързо)                                                                                              |
| Картина 2                 | 18  | Гавот (Разотиване на гостите)                  | Гавот (Разъезд гостей)                        | Allegro |
| Картина 2                 | 19  | Сцена при балкона                              | Сцена у балкона                               | Ларгето (Larghetto – по-бързо от ларго, но по-бавно от анданте)                                                       |
| Картина 2                 | 20  | Вариации на Ромео                              | Вариация Ромео                                | Алегрето аморозо (Allegretto amoroso – веселичко любовно)                                                             |
| Картина 2                 | 21  | Любовен танц                                   | Любовный танец                                | Анданте (Andante – спокойно)                                                                                          |
| Второ действие            |     |                                                |                                               | |
| Картина 3                 | 22  | Народен танц                                   | Народный танец                                | Алегро джиокозо (Allegro giocoso – бързо игриво)                                                                      |
| Картина 3                 | 23  | Ромео и Меркуцио                               | Ромео и Меркуцио                              | Анданте тенеро (Andante tenero – спокойно нежно)                                                                      |
| Картина 3                 | 24  | Танцът на пет двойки                           | Танец пяти пар                                | Виво (Vivo – живо) |
| Картина 3                 | 25  | Танц с мандолини                               | Танец с мандолинами                           | Виваче (Vivace – живо)                                                                                                |
| Картина 3                 | 26  | Дойката                                        | Кормилица                                     | Адажио скерцозо (Adagio scherzoso – бавно игриво)                                                                     |
| Картина 3                 | 27  | Дойката предава на Ромео бележката на Жулиета  | Кормилица передает Ромео записку от Джульетты | Виваче (Vivace – живо)                                                                                                |
| Картина 4                 | 28  | Ромео при отец Лоренцо                         | Ромео у патера Лоренцо                        | Анданте еспресиво (Andante espressivo – спокойно изразително)                                                         |
| Картина 4                 | 29  | Жулиета при отец Лоренцо                       | Джульетта у патера Лоренцо                    | Ленто (Lento – бавно, тихо)                                                                                           |
| Картина 5                 | 30  | Народът продължава да се весели                | Народное веселье продолжается                 | Виво (Vivo – живо) |
| Картина 5                 | 31  | Отново народен танц                            | Снова народный танец                          | Алегро джиокозо (Allegro giocoso – бързо игриво)                                                                      |
| Картина 5                 | 32  | Среща на Тибалт с Меркуцио                     | Встреча Тибальда с Меркуцио                   | Модерато (Moderato – умерено)                                                                                         |
| Картина 5                 | 33  | Боят на Тибалт и Меркуцио                      | Тибалд бьётся с Меркуцио                      | Пречипитато (Precipitato – стремително)                                                                               |
| Картина 5                 | 34  | Меркуцио умира                                 | Меркуцио умирает                              | Модерато (Moderato – умерено)                                                                                         |
| Картина 5                 | 35  | Ромео решава да отмъсти за смъртта на Меркуцио | Ромео решает мстить за смерть Меркуцио        | Анданте (Andante – спокойно). Анимато (Animato – оживено)                                                             |
| Картина 5                 | 36  | Финал на второ действие                        | Финал второго действия                        | Ададжо драматико (Adagio drammatico – бавно драматично                                                                |
| Трето действие            |     |                                                |                                               | |
|                           | 37  | Въведение                                      | Вступление                                    | Анданте (Andante – спокойно)                                                                                          |
| Картина 6                 | 38  | Ромео и Жулиета (Спалнята на Жулиета)          | Ромео и Джульетта (Спальня Джульетты)         | Ленто (Lento – бавно, тихо)                                                                                           |
| Картина 6                 | 39  | Сбогуване преди раздяла                        | Прощание перед разлукой                       | Анданте (Andante – спокойно)                                                                                          |
| Картина 6                 | 40  | Дойката                                        | Кормилица                                     | Анданте асаи (Andante assai – доста спокойно)                                                                         |
| Картина 6                 | 41  | Жулиета отказва да се омъжи за Парис           | Джульетта отказывается выйти за Париса        | Виваче (Vivace – живо)                                                                                                |
| Картина 6                 | 42  | Жулиета самичка                                | Джульетта одна                                | Ададжо (Adagio – бавно)                                                                                               |
| Картина 6                 | 43  | Интерлюдия                                     | Интерлюдия                                    | Ададжо (Adagio – бавно)                                                                                               |
| Картина 7                 | 44  | При монаха Лоренцо                             | У Лоренцо                                     | Анданте (Andante – спокойно)                                                                                          |
| Картина 7                 | 45  | Интерлюдия                                     | Интерлюдия                                    | Листесо темпо (L'istesso tempo – същото темпо)                                                                        |
| Картина 8                 | 46  | Отново в спалнята на Жулиета                   | Снова у Джульетты                             | Модерато транкуило (Moderato tranquillo – умерено спокойно)                                                           |
| Картина 8                 | 47  | Жулиета самичка                                | Джульетта одна                                | Анданте (Andante – спокойно)                                                                                          |
| Картина 8                 | 48  | Утринна серенада                               | Утренняя серенада                             | Анданте джиокозо (Andante giocoso – спокойно игриво)                                                                  |
| Картина 8                 | 49  | Танц на девойки с лилии                        | Танец девушек с лилиями                       | Анданте кон елеганца (Andante con eleganza – спокойно с изящество)                                                    |
| Картина 8                 | 50  | До леглото на Жулиета                          | У постели Джульетты                           | Анданте асаи (Andante assai – доста спокойно)                                                                         |
| Четвърто действие: Епилог |     |                                                |                                               | |
| Картина 9                 | 51  | Погребение на Жулиета                          | Похороны Джульетты                            | Ададжо фунебре (Adagio funebre – бавно траурно)                                                                       |
| Картина 9                 | 52  | Смъртта на Жулиета                             | Смерть Джульетты                              | Ададжо (мено моссо темпо пречеденте) (Adagio (meno mosso del tempo precedente – бавно, по-бавно от предходното темпо) |

### Действащи лица
- Ескал, херцогът на Верона.
- Парис, млад благородник, роднина на херцога, годеник на Жулиета.
- Капулети, глава на едната враждуваща фамилия
- Синьора Капулети
- Жулиета Капулети, тяхна дъщеря
- Тибалт, племенник на Капулети
- Дойка на Жулиета
- Пиетро, Самсон и Грегорио – слуги на Капулети
- Приятелки на Жулиета
- Паж на Парис
- Монтеки, глава на другата враждуваща фамилия
- Ромео Монтеки, негов син
- Меркуцио и Бенволио, приятели на Ромео
- Лоренцо, свещеник
- Абрам, Балтазар – слуги на Монтеки
- Паж на Ромео
- Слугини
- Хазаин на кръчма
- Просяци
- Трубадур
- Шут
- Младеж
- Търговец на зеленчуци
- Граждани

### Първо действие
Първа картина

Сутрин. Ромео ходи из празните улици на Верона, мечтаейки за любов. Постепенно площадът се запълва с хора, в кръчмата влизат посетители. Появява се Тибалт, среща Бенволио и го предизвиква. Започва бой с шпаги, към който се присъединяват другите.

Появява се Парис, който идва да иска ръката на Жулиета, дъщерята на Капулети. Никой не му обръща внимание, а старият Капулети се включва в битката с Монтеки.

На площада се появява херцогът на Верона. Той заповядва да се спре битката, да се остави оръжието и да се закачи неговата заповед за смъртно наказание на всеки, който извади меч на улиците на Верона.
Втора картина

Жулиета се закача с дойката си, която я облича за бал. Идва майката на Жулиета. Тя прави забележка на дъщеря си за детското ѝ поведение. Води я към огледалото – нека Жулиета сама се убеди, че вече не е малко момиче.
Трета картина

Гостите в пищни одежди тържествено преминават през двора на Капулети, насочвайки се към бала. Сред тях е и Парис със своя паж.

Бенволио и Меркуцио убеждават Ромео да отидат заедно на бала на Капулети. За да не бъдат разпознати, младежите от семейството на Монтеки слагат маските и тръгват за празненството.
Четвърта картина

Бал в дома на Капулети. След танца с възглавниците следва чаровният танц на прекрасната Жулиета. В залата влизат Ромео и неговите приятели. Ромео е поразен от красотата на Жулиета.

Тибалт отвежда Парис от Жулиета, Ромео веднага използва това и се доближава към нея. Той не крие своя възторг и възхищение. Маската случайно пада и Жулиета вижда лицето на Ромео. Тибалт също го разпознава и Ромео е принуден бързо да напусне дома, за да не възникнат усложнения.

Жулиета е все още под впечатление от срещата с Ромео. Чуди се кой е този прекрасен младеж. Дойката обяснява на Жулиета, че харесаният от нея гост е син на Монтеки, заклет враг на Капулети.
Пета картина

Лунна нощ. Жулиета е на балкона и мечтае за Ромео. Появява се Ромео. Следват любовни признания и заричане във вярност.

### Второ действие
Шеста картина

На площада е шумно и весело, всички танцуват. Дойката по поръчение на Жулиета търси Ромео, за да му връчи нейната бележка. Ромео е щастлив, защото Жулиета пише, че е съгласна да бъде с него.
Седма картина

Килията на отец Лоренцо. Ромео го моли да ги венчае тайно с Жулиета. Лоренцо обещава да помогне, като се надява, че по този начин да примири двете враждуващи фамилии на Монтеки и Капулети. Появява се Жулиета. Лоренцо извършва ритуала на венчавката.
Осма картина

Меркуцио, Бенволио и Ромео заедно с другите приятелите се веселят в кръчмата. Появилият се Тибалт забелязва своите врагове и с шпага в ръка се устремява към Меркуцио. Ромео иска да ги помири, но опитите му са неуспешни. Между Тибалт и Меркуцио започва двубой. Ромео се опитва да ги разтърве, но Тибалт успява да нанесе на Меркуцио смъртоносен удар.

Ромео е разгневен от гибелта на приятеля си. С шпага в ръка той предизвиква Тибалт на двубой и го убива.

Семейството на убития се събира около неговото тяло. Близките на Тибалт се заклеват да отмъстят за него на целия род Монтеки.

### Трето действие
Девета картина

Ромео е изгонен от Верона, но преди да напусне града, иска да се сбогува с Жулиета. Те са заедно в нейната стая. С първите лъчи на слънцето Ромео се разделя с любимата си и напуска града.

Дойката се опитва да утеши Жулиета. Появяват се родителите и с тях е Парис. Жулиета разбира за любовта на Парис и за решението на своите родители за предстоящата сватба с него. Тя отказва да се подчини на тяхната воля. Парис излиза, но Капулети са непреклонни. Жулиета в отчаяние решава да се посъветва с отец Лоренцо.
Десета картина

Килията на отец Лоренцо. Отец Лоренцо виждайки безкрайната обич на Жулиета към Ромео, решава да ѝ помогне. Обяснява ѝ своя план. Жулиета ще получи отвара, която ще я приспи много дълбоко. Всички ще мислят, че е мъртва. По приетия обичай тялото ѝ ще бъде отнесено в отворен ковчег в старинната гробница на Капулети. През това време Лоренцо ще извести Ромео, който е в Мантуа. Ромео ще се върне, тя ще се събуди, те заедно ще заминат и ще живеят щастливо.
Единадесета картина

Жулиета се връща у дома. Преструва се, че се е покорила на волята на своите родители. Като остава сама, изпива отварата и потъва в дълбок сън, наподобяващ смърт. Идват нейните приятелки с букети цветя, не намират Жулиета в стаята и решават, че все още спи. Влизат родителите и Парис. Дойката намира Жулиета в леглото и всички застиват в ужас – Жулиета е мъртва…
Двенадесета картина

Есен, нощ в Мантуа. Ромео е потънал в мрачни мисли. Дотичва пристигал от Верона Бенволио и съобщава за смъртта на Жулиета. Ромео тръгва за Верона.
Тринадесета картина
Гробище във Верона. Семейството се сбогува с Жулиета и тъжно напуска гробницата.

Стъмва се. Появява се Ромео. Той не може да откъсне погледа си от любимата. Тя е мъртва и животът губи смисъл за него. Ромео изпива отрова и пада в краката на Жулиета. Жулиета се събужда, вижда Ромео, разбира, че е мъртъв и си нанася смъртоносен удар с неговата кама. 

На гробището се събират хора. Монтеки и Капулети вцепенени гледат мъртвите си деца. След това си протягат ръце – вечното враждуване на семействата се прекратява с цената на живота на двама влюбени.

## Сценичен живот на балета

### Премиера в Чехословакия
Премиерата е на 30 декември 1938 г. в Националния театър в град Бърно, Чехословакия.
Балетът е с 1 действие, постановката е на балетмайстор Иво Ваня Псота, художник В. Скрушни, диригент Г. Арнолди. Либретото е на А. И. Пиотровски, Сергей Прокофиев, С. Е. Радлов.
Действащи лица
- Жулиета – Ева Шемберова (Zora Šemberová)
- Ромео – Иво Псота

Постановка преминава с голям успех.

### Ленинградски театър за опера и балет „С. М. Киров“
Премиерата е на 11 януари 1940 г.
Балетът е от 3 действия и 13 картини с пролог и епилог, постановката е на балетмайстора Леонид Лавровски, художника Пьотър Вилиямс и диригента Исай Шерман.
Действащи лица
- Жулиета – Галина Уланова
- Ромео – Константин Сергеев
- Тибалт – Роберт Гербек
- Меркуцио – Андрей Лопухов

28 декември 1946 г. – възобновяване на спектакъла, балетмайстор Леонид Лавровски, художник Пьотър Вилиямс.
Действащи лица
- Жулиета – Галина Уланова
- Ромео – Михаил Габович
- Меркуцио – Сергей Корен
- Тибалт – Алексей Ермолаев

27 април 1991 г. – възобновяване на спектакъла, диригент-постановчик Александър Вилюманис.
Действащи лица
- Жулиета – Елена Евтеева, Алтинай Асилмуратова, Нина Ананиашвили
- Ромео – Сергей Бережной, Андрей Яковлев, Андрис Лиепа
- Меркуцио – Андрей Босов, Владимир Ким
- Тибалт – Генадий Бабанин, Дмитрий Корнеев
- Парис – Вячеслав Хомяков[13]

### Болшой театър(Москва)
Премиерата е на 28 декември 1946 г., постановката е на балетмайстор Леонид Лавровски, художник Пьотър Вилиямс, диригент Юрий Файер.
Действащи лица
- Жулиета – Галина Уланова, Елена Чикваидзе, Раиса Стручкова, Марина Кондратьева, Мая Плисецкая, Наталия Бесмертнова, Екатерина Максимова, Валентина Козлова
- Ромео – Михаил Габович, Юрий Гофман, Юрий Жданов, Николай Фадеечев, Марис Лиепа, Михаил Лавровски, Владимир Василиев, Леонид Козлов
- Тибалт – Алексей Ермолаев, Константин Рихтер, Владимир Левашов, Анатолий Симачов, Герман Ситников
- Меркуцио – Сергей Корен, Владимир Левашов, Ярослав Сех, Юрий Папко, Михаил Цивин
- Синьора Капулети – Елена Ильющенко

Спектакълът се представя 210 пъти, последното представление е на 20 март 1976 г. През 1979 г. спектакълът се пренася на сцената на Държавния Кремльовски дворец, последното представление е на 21 юни 1980 г.
26 юни 1979 г. – възобновяване на балета. Новият спектакъл се състои от 3 действия, 18 картини с пролог и епилог. Либретото е на Лавровски, Прокофиев и Радлов в интерпретация на Юри Григорович. Постановката е на балетмайстора Юри Григорович, художника Симон Вирсаладзе и диригента Алгис Жюрайтис.
Действащи лица
- Жулиета – Наталия Бесмертнова, Надежда Павлова, Людмила Семеняка, Нина Ананиашвили, Надежда Грачьова, Ина Петрова
- Ромео – Вячеслав Гордеев, Александър Богатырьов, Ирек Мухамедов, Андрис Лиепа, Юрий Посохов, Юрий Васюченко, Юрий Клевцов, Андрей Уваров
- Тибалт – Александър Годунов, Леонид Козлов, Алексей Лазарев, Александър Ветров, Сергей Соловьов, Марк Перетокин, Ирек Мухамедов, Иля Рижаков
- Меркуцио – Михаил Цивин, Владимир Деревянко, Виктор Барикин, Михаил Шарков, Андрей Буравцев, Владимир Бубнов, Николай Цискаридзе, Александър Петухов

Спектакълът се представя 67 пъти, последното представление е на 29 март 1995 г.
25 декември 1995 г. – възобновяване на постановката на Леонид Лавровски. Балетмайстор е Вячеслав Гордеев, диригент е Александър Копилов.
Действащи лица
- Жулиета – Надежда Грачьова, Галина Степаненко, Нина Ананиашвили, Анна Антоничева, Ина Петрова
- Ромео – Андрей Уваров, Сергей Филин, Алексей Фадеечев, Дмитрий Белоголовцев
- Тибалт – Александър Ветров, Марк Перетокин, Владимир Моисеев, Дмитрий Белоголовцев
- Меркуцио – Николай Цискаридзе, Константин Иванов, Александър Петухов, Михаил Шарков, Дмитрий Гуданов

Спектакълът се представя 18 пъти, последното представление е на 5 януари 2000 г.
На 13 декември 2003 г. се представя нова постановка на балета. Той се състои от 2 действия, либретото е на Деклан Донелан (Declan Donnellan), Раду Поклитару, Ник Ормерод (Nick Ormerod). Спектакълът е дело на режисьора Деклан Донеллан, балетмайстора Раду Поклитару, художника Ник Ормерод и диригента Гинтарас Ринкявичус.
Действащи лица
- Жулиета – Мария Александрова, Анастасия Мескова
- Ромео – Денис Савин, Ян Годовский
- Тибалт – Денис Медведев, Александър Петухов
- Меркуцио – Юрий Клевцов, Марк Перетокин
- Леди Капулети – Илзе Лиепа, Мария Исплатовская
- Парис – Александър Волчков, Георгий Гераскин

Спектакълът се представя 18 пъти, последното представление е на 29 януари 2005 г.
На 21 април 2010 се представя нова версия на балета в 2 действия. Балетмайстор е Юри Григорович, сценография и костюми са на Симон Вирсаладзе, диригент е Андрей Аниханов.
Действащи лица
- Жулиета – Анна Никулина, Нина Капцова, Екатерина Крисанова
- Ромео – Александър Волчков, Артьом Овчаренко, Руслан Скворцов
- Тибалт – Михаил Лобухин, Юрий Баранов, Павел Дмитриченко
- Меркуцио – Вячеслав Лопатин, Андрей Болотин, Дмитрий Загребин

### Постановки в други театри
- 1944 – Трупа на Биргит Кулберг (Birgit Cullberg), Стокхолм, Швеция, постановка на балетмайстор Биргит Кулберг
- 1946 – Театър Ванемуйне (Vanemuine), Тарту, Естония, постановка на балетмайстори И. А. Урбел и У. Вялияотс
- 1948 – Национален театър, Белград, Югославия, постановка на балетмайстор Димитрие Парлич
- 1948 – Немска опера, Източен Берлин, ГДР, постановка на балетмайстор Татьяна Гзовская
- 1949 – Хърватски национален театър, Загреб, Югославия, постановка на балетмайстор Маргарита Фроман
- 1955 – Датски кралски балет, постановка на балетмайстор Фредерик Аштън (Frederick Ashton)
- 1955 – Парижка опера, постановка на балетмайстор Серж Лифар (Serge Lifar)
- 1955 – Национална опера на Украйна, постановка на балетмайстор Вахтанг Вронский
- 1956 – Пермски театър за опера и балет, постановка на балетмайстор Т. Е. Рамонова
- 1961 – Хамбургски балет, постановка на балетмайстор Питер ван Дийк (Peter van Dyk)
- 1962 – Театър за опера и балет на Киргизия, постановка на балетмайстор Н. С. Тугелов
- 1962 – Щутгартски балет, постановка на балетмайстор Джон Кранко (John Cyril Cranko)
- 1963 – Национален балет на Канада, постановка на балетмайстор Джон Кранко
- 1963 – Челябински театър за опера и балет, постановка на балетмайстор Отар Дадишкилиани
- 1964 – Башкирски театр за опера и балет, постановка на балетмайстор Леонид Лавровски
- 1965 – Лондонски кралски балет, постановка на балетмайстор Кенет МакМилан (Kenneth MacMillan)
- 1965 – Театър за опера и балет „Естония“, постановка на балетмайстори Леонид Лавровски и Юрий Дружинин
- 1965 – Новосибирски театър за опера и балет, постановка на балетмайстор Олег Виноградов
- 1966 – Цюрихска опера, постановка на балетмайстор Николай Берёзов
- 1967 – Национален балет на Нидерландия, постановка на балетмайстор Руди ван Данциг (Rudi van Dantzig)
- 1968 – Лвовски театър за опера и балет, постановка на балетмайстор М. С. Заславский
- 1968 – Болшой театр на БССР, постановка на балетмайстор Отар Дадишкилиани
- 1969 – Лондонски кралски балет, постановка на балетмайстор Джон Кранко
- 1969 – Театър за опера и балет на Горки, постановка на балетмайстор Л. Н. Флегматов
- 1969 – Свердловски театър за опера и балет, постановка на балетмайстор Светлана Тулубиева
- 1970 – Театър за опера и балет на Воронеж, постановка на балетмайстор К. А. Мулер
- 1970 – Еревански театър за опера и балет, постановка на балетмайстор Олег Виноградов
- 1971 – Градски театър, Франкфурт на Майн, постановка на балетмайстор Джон Ноймайер (John Neumeier)
- 1971 – Киевски театър за опера и балет „Тарас Шевченко“, постановка на балетмайстор Анатолий Шекера
- 1971 – Театър за опера и балет „Естония“, постановка на балетмайстор Май Мурдмаа
- 1972 – Пермски театър за опера и балет, постановка на балетмайстор Николай Боярчиков
- 1972 – Новосибирски театър за опера и балет, постановка на балетмайстори Наталия Касаткина и Владимир Васильов
- 1974 – Хамбургски балет, постановка на балетмайстор Джон Ноймайер
- 1975 – Казански театър за опера и балет, постановка на балетмайстор Д. Арипова
- 1976 – Ленинградски Малий театър за опера и балет (днес Михайловски театр), постановка на балетмайстор Олег Виноградов
- 1977 – Лондонски фестивален балет (днес Английски национален балет), постановка на балетмайстор Рудолф Нуреев
- 1977 – Куйбишевски театър за опера и балет, постановка на балетмайстор Ю. Н. Яшутин
- 1978 – Парижка опера премиера на постановката на Юрий Григорович
- 1978 – Донецки театър за опера и балет, постановка на балетмайстор Виктор Шкилко
- 1980 – Ла Скала, постановка на балетмайстор Рудолф Нуреев
- 1981 – Московски класически балет, под название „Повест за Ромео и Жулиета“, постановка на балетмайстори Наталия Касаткина и Владимир Васильов
- 1981 – Екатеринбургски театър за опера и балет, под название „Повест за Ромео и Жулиета“, постановка на балетмайстори Наталия Касаткина и Владимир Васильов
- 1983 – Парижка опера, постановка на балетмайстор Джон Кранко
- 1984 – Парижка опера, постановка на балетмайстор Рудолф Нуреев
- 1985 – Американски балетен театър, постановка на балетмайстор Кенет МакМилан
- 1986 – Красноярски театър за опера и балет, постановка на балетмайстор В. С. Федянин
- 1987 – Челябински театър за опера и балет, постановка на балетмайстори Юламей Скот и Юрий Папко
- 1988 – Болшой театър за опера и балет на Беларус, балетмайстор-постановщик – Валентин Елизариев, художник Е. Гейдебрехт, диригент Г. Проваторов
- 1988 – Ленинградски Мали театър за опера и балет, постановка на балетмайстор Николай Боярчиков
- 1988 – Лвовски театър за опера и балет, постановка на балетмайстор Г. А. Исупов
- 1989 – Театър за опера и балет на Горки, постановка на балетмайстори Юламей Скот и Юрий Папко
- 1990 – Московски музикален театър „К. С. Станиславски и В. И. Немирович-Данченко“, постановка на балетмайстор Владимир Василиев
- 1990 – Национален балет на Канада, постановка на балетмайстор Джеймс Куделка (James Kudelka)
- 1990 – Лионска национална опера, постановка на балетмайстор Анжелен Прелжокаж (Angelin Preljocaj)
- 1991 – Омски музикален театър, постановка на балетмайстор Сергей Колесник
- 1993 – Литовски национален театър за опера и балет, постановка на балетмайстор Владимир Василиев
- 1995 – Ла Скала, постановка на балетмайстор Кенет МакМилан
- 1996 – Балет на Монте Карло, постановка на балетмайстор Жан-Кристоф Майо (Jean-Christophe Maillot)
- 1996 – Балетен театър на Евгени Панфилов, Перм, постановка на балетмайстор Евгений Панфилов
- 1996 – Екатеринбургски театър за опера и балет, възстановяване на постановката на Касаткина и Васильов, постановка на балетмайстор Татяна Луан-Бин
- 1999 – Кремльовски балет, постановка на балетмайстор Юрий Григорович
- 1999 – Латвийска национална опера, постановка на балетмайстор Владимир Василиев
- 2000 – Краснодарски театър за балет, постановка на балетмайстор Юрий Григорович
- 2003 – Саратовски театър за опера и балет, постановка на Михаил Лавровски
- 2003 – Национална опера „Естония“, постановка на балетмайстор Тиит Хярм
- 2004 – Театър за опера и балет на Република Саха, постановка на балетмайстор Юрий Григорович
- 2004 – Башкирски театър за опера и балет, постановка на балетмайстор Шамил Терегулов
- 2005 – Красноярски театър за опера и балет, постановка на балетмайстор Сергей Бобров
- 2005 – Марийски държавен театър за опера и балет „Ерик Сапаев“
- 2006 – Ростовски музикален театър, постановка на балетмайстор Алексей Фадеечев
- 2006 – Челябински театър за опера и балет „М. И. Глинка“, постановка на балетмайстор Константин Уралски
- 2008 – Национален балет на Южна Корея, Сеул, постановка на балетмайстор Юрий Григорович
- 2011 – Арменски театър за опера и балет „А. А. Спендиаров“, постановка на балетмайстор Р. Харатян
- 2012 – Самарски академичен театр за опера и балет, постановка на балетмайстор Кирилл Шморгонер

## Оркестрови сюити из балетаРомео и Жулиета
Първите две сюити на базата на балета, Op. 64bis и Op. 64ter, са създадени от Прокофиев през 1936 г. Всяка от тях съдържа 7 части. Третата сюита, Op. 101 е създадена по-късно, през 1946 г. и се състои от 6 части.

### Сюита No. 1 изРомео и Жулиета, Op. 64bis
1. Народен танц
2. Сцена: Улицата се събужда
3. Мадригал
4. Менует (Пристигане на гостите)
5. Маски
6. Ромео и Жулиета (Сцена на балкона и Любовен танц)
7. Смъртта на Тибалт

### Сюита No. 2 изРомео и Жулиета, Op. 64ter
1. Монтеки и Капулети (Заповед на херцога и Танцът на рицарите)
2. Жулиета като момиче
3. Отец Лоренцо (Ромео при отец Лоренцо)
4. Танц (Танц на пет двойки)
5. Ромео и Жулиета преди раздялата
6. Танц на девойки с лилии
7. Ромео на гроба на Жулиетта (Погребение на Жулиета)

### Сюита No. 3 изРомео и Жулиета, Op. 101
1. Ромео при фонтана (Въведение и Ромео)
2. Утринен танц
3. Жулиета (Вариации на Жулиета и Жулиета при отец Лоренцо)
4. Дойка (Подготовка за бала и Дойката)
5. Утринна серенада
6. Смъртта на Жулиета

## Десет пиеси за пиано. „Ромео и Жулиета“ – Op. 75
Прокофиев създава пиесите за пиано през 1937 г. Те съдържат онези фрагменти от първите две сюити на балета, които са най-подходящи за транскрипция.
1. Народен танц
2. Сцена: Улицата се събужда
3. Менует: Пристигане на гостите
4. Жулиета като момиче
5. Маски
6. Монтеки и Капулети
7. Отец Лоренцо
8. Меркуцио
9. Танц на девойки с лилии
10. Ромео и Жулиета преди раздялата